# NGC 1687
NGC 1687 је спирална галаксија у сазвежђу Длето која се налази на NGC листи објеката дубоког неба.
Деклинација објекта је - 33° 56' 21" а ректасцензија 4h 51m 21,1s. Привидна величина (магнитуда) објекта NGC 1687 износи 13,9 а фотографска магнитуда 14,7. NGC 1687 је још познат и под ознакама ESO 361-13, MCG -6-11-5, PGC 16166.